# Elisabeth Thomashoff
Elisabeth Thomashoff (* 2002) ist eine deutsche Schauspielerin und Pianistin.

## Leben
Ihr Debüt als Schauspielerin hatte Thomashoff 2009 in der Fernsehserie SOKO Donau. 2010 hatte sie ihre erste Filmrolle in Lautlose Morde.
Mittlerweile ist sie als Schauspielerin nicht mehr aktiv, sondern tritt als Pianistin international auf. Bei der International Mozart Competetion Vienna und der London Classical Music Competetion gewann sie jeweils den ersten Preis.

## Filmografie
- 2009: SOKO Donau (Fernsehserie, Folge 5x11)
- 2010: Lautlose Morde (Fernsehfilm)
- 2010: Die Liebe kommt mit dem Christkind (Fernsehfilm)
- 2011: Das Traumhotel (Fernsehserie, Folge 1x16 Das Traumhotel – Tobago)
- 2011: SOKO Kitzbühel (Fernsehserie, Folge 10x08)
- 2012: Im Himmel kotzt man nicht
- 2018: Meiberger – Im Kopf des Täters (Fernsehserie, Folge 1x04)